# Halowe Mistrzostwa Europy w Lekkoatletyce 2013 – bieg na 400 m mężczyzn
Bieg na 400 metrów mężczyzn – jedna z konkurencji rozegranych podczas halowych lekkoatletycznych mistrzostw Europy w hali Scandinavium w Göteborgu.

## Rekordy
| Halowy rekord świata                 | Kerron Clement   | 44,57 | Fayetteville, USA | 12 marca 2005    |
| Halowy rekord Europy                 | Thomas Schönlebe | 45,05 | Sindelfingen, RFN | 5 lutego 1988    |
| Rekord mistrzostw Europy             | Marek Plawgo     | 45,39 | Wiedeń, Austria   | 3 marca 2002     |
| Najlepszy wynik na świecie w sezonie | Deon Lendore     | 45,15 | Fayetteville, USA | 23 lutego 2013   |
| Najlepszy wynik w Europie w sezonie  | Brian Gregan     | 46,07 | Athlone, Irlandia | 27 stycznia 2013 |

## Terminarz
| Data    | Godzina |            |
| ------- | ------- | ---------- |
| 1 marca | 12:02   | Eliminacje |
| 2 marca | 17:45   | Półfinał   |
| 3 marca | 12:00   | Finał      |

## Rezultaty
| NR – rekord kraju \| WL – najlepszy tegoroczny wynik na listach światowych |
| SB – najlepszy wynik w sezonie \| PB – rekord życiowy                      |

### Eliminacje
Rozegrano 4 biegi eliminacyjne, do których przystąpiło 23 zawodników. Awans do półfinału dawało zajęcie jednego z pierwszych dwóch miejsc w swoim biegu (Q). Skład półfinałów uzupełniło czterech zawodników z najlepszymi czasami wśród przegranych (q).

#### Bieg 1
| Poz. | Tor | Zawodnik       | Reprezentacja | Czas  | Uwagi |
| ---- | --- | -------------- | ------------- | ----- | ----- |
| 1    | 5   | Brian Gregan   | Irlandia      | 46,97 | Q     |
| 2    | 4   | Witalij Butrym | Ukraina       | 46,97 | Q     |
| 3    | 6   | Mamoudou Hanne | Francja       | 47,04 | q     |
| 4    | 3   | Mateo Ružić    | Chorwacja     | 47,55 | q     |
| 5    | 2   | Samuel García  | Hiszpania     | 47,76 |       |

#### Bieg 2
| Poz. | Tor | Zawodnik                  | Reprezentacja   | Czas  | Uwagi |
| ---- | --- | ------------------------- | --------------- | ----- | ----- |
| 1    | 6   | Pawieł Trienichin         | Rosja           | 46,65 | Q     |
| 2    | 5   | Michael Bingham           | Wielka Brytania | 46,92 | Q     |
| 3    | 3   | Nick Ekelund-Arenander    | Dania           | 47,31 | q     |
| 4    | 1   | Eusebio Haliti            | Włochy          | 47,93 |       |
| 5    | 4   | Josef Prorok              | Czechy          | 48,45 |       |
| 6    | 2   | Kolbeinn Hödur Gunnarsson | Islandia        | 48,88 |       |

#### Bieg 3
| Poz. | Tor | Zawodnik          | Reprezentacja   | Czas  | Uwagi |
| ---- | --- | ----------------- | --------------- | ----- | ----- |
| 1    | 5   | Richard Strachan  | Wielka Brytania | 46,96 | Q     |
| 2    | 6   | Wołodymyr Burakow | Ukraina         | 47,16 | Q     |
| 3    | 1   | Yavuz Can         | Turcja          | 47,59 | q     |
| 4    | 2   | Felix Francois    | Szwecja         | 48,13 |       |
| —    | 3   | Isalbet Juarez    | Włochy          | —     | DNF   |
| —    | 4   | Thomas Jordier    | Francja         | —     | DSQ   |

#### Bieg 4
| Poz. | Tor | Zawodnik          | Reprezentacja   | Czas  | Uwagi |
| ---- | --- | ----------------- | --------------- | ----- | ----- |
| 1    | 6   | Pavel Maslák      | Czechy          | 46,54 | Q     |
| 2    | 5   | Nigel Levine      | Wielka Brytania | 46,68 | Q     |
| 3    | 3   | Grzegorz Sobiński | Polska          | 47,61 |       |
| 4    | 1   | Lorenzo Valentini | Włochy          | 47,82 |       |
| 5    | 2   | Mark Ujakpor      | Hiszpania       | 47,89 |       |
| 6    | 4   | Donald Sanford    | Izrael          | 49,11 |       |

### Półfinały
Rozegrano 2 biegi półfinałowe, w których wystartowało 12 zawodników. Awans do finału dawało zajęcie jednego z pierwszych trzech miejsc w swoim biegu (Q).

#### Bieg 1
| Poz. | Tor | Zawodnik          | Reprezentacja   | Czas  | Uwagi |
| ---- | --- | ----------------- | --------------- | ----- | ----- |
| 1    | 5   | Pavel Maslák      | Czechy          | 46,18 | Q,    |
| 2    | 3   | Nigel Levine      | Wielka Brytania | 46,50 | Q     |
| 3    | 4   | Wołodymyr Burakow | Ukraina         | 47,03 | Q     |
| 4    | 1   | Mamoudou Hanne    | Francja         | 47,08 |       |
| 5    | 2   | Yavuz Can         | Turcja          | 47,26 | SB    |
| —    | 6   | Brian Gregan      | Irlandia        | —     |       |

#### Bieg 2
| Poz. | Tor | Zawodnik               | Reprezentacja   | Czas  | Uwagi  |
| ---- | --- | ---------------------- | --------------- | ----- | ------ |
| 1    | 6   | Pawieł Trienichin      | Rosja           | 46,00 | Q, EL, |
| 2    | 5   | Richard Strachan       | Wielka Brytania | 46,88 | Q      |
| 3    | 4   | Michael Bingham        | Wielka Brytania | 46,91 | Q      |
| 4    | 3   | Witalij Butrym         | Ukraina         | 47,01 |        |
| 5    | 2   | Nick Ekelund-Arenander | Dania           | 47,34 |        |
| 6    | 1   | Mateo Ružić            | Chorwacja       | 47,42 |        |

### Finał
| Poz. | Tor | Zawodnik          | Reprezentacja   | Czas  | Uwagi |
| ---- | --- | ----------------- | --------------- | ----- | ----- |
|      | 5   | Pavel Maslák      | Czechy          | 45,66 | EL,   |
|      | 4   | Nigel Levine      | Wielka Brytania | 46,21 | SB    |
|      | 6   | Pawieł Trienichin | Rosja           | 46,70 |       |
| 4    | 2   | Wołodymyr Burakow | Ukraina         | 46,79 |       |
| 5    | 1   | Michael Bingham   | Wielka Brytania | 46,81 |       |
| 6    | 3   | Richard Strachan  | Wielka Brytania | 47,02 |       |